# Macrocondyla transandina
Macrocondyla transandina är en tvåvingeart som beskrevs av Edwards 1934. Macrocondyla transandina ingår i släktet Macrocondyla och familjen svävflugor. Inga underarter finns listade i Catalogue of Life.